# Brillouin-zóna
A szilárdtestfizikában az első Brillouin-zóna a reciprokrács egy speciális primitív cellája. Szerkesztése igen hasonló a direkt kristályrács Wigner–Seitz-cellájához, azaz a reciproktér azon pontjait tartalmazza, melyek az origóhoz közelebb helyezkednek el, mint más reciprokrács-pontokhoz. A gyakorlatban jellemzően az origó körül veszik a cellát, melyet első Brillouin-zóna helyett egyszerűen Brillouin-zónának neveznek.
A fenti megfogalmazással ekvivalensek az alábbiak:
- A Brillouin-zónához a reciprokrács azon a pontjai tartoznak, melyek az origóból Bragg-sík átmetszése nélkül elérhetők.
- Matematikai értelemben a Brillouin-zóna a reciprokrács origó körüli Voronoj-cellája (más néven Dirichlet-cellája).

A Brillouin-zóna a reciprokrács szimmetriáiból adódóan maga is mutathat szimmetriákat. Ha a rács pontcsoport-szimmetriáira nézve redukáljuk ezt a cellát, az irreducibilis Brillouin-zónát kapjuk.
Jelentőségét az adja, hogy az ideális rács periodikus potenciáljában a delokalizált elektronok Bloch-tételnek megfelelő hullámfüggvényei a reciproktér primitív cellájában, azaz a Brillouin-zónában jól jellemezhetők.

## Kritikus pontjai

Egy lapcentrált köbös rács (FCC) csonka oktaéder alakú első Brillouin-zónája néhány nevezetes kritikus ponttal és iránnyal

A kritikus (ill. nevezetes) pontokat különféle reciprokrács-geometria esetén különféleképpen adják meg. A kritikus pontok a reciprokrács magas szimmetriájú pontjai.
| Jele                                                     | Leírása                                                             |
| -------------------------------------------------------- | ------------------------------------------------------------------- |
| Γ                                                        | A Brillouin-zóna középpontja, mely általában a reciprokrács origója |
| Egyszerű köbös rácsban                                   |                                                                     |
| M                                                        | Egy él felezőpontja                                                 |
| R                                                        | A kocka egy csúcsa                                                  |
| X                                                        | Egy lap középpontja                                                 |
| Lapcentrált köbös (csonka oktaéder alakú Brillouin-zóna) |                                                                     |
| K                                                        | Két hatszögű lap által közbezárt él felezőpontja                    |
| L                                                        | Egy hatszögű lap középpontja                                        |
| U                                                        | Egy hatszögű és egy négyszögű lap által közbezárt él felezőpontja   |
| W                                                        | A csonka oktaéder egy csúcsa                                        |
| X                                                        | Egy négyszögű oldal középpontja                                     |
| Tércentrált köbös (rombododekaéder alakú Brillouin-zóna) |                                                                     |
| H                                                        | Négy összefutó élnél található csúcs                                |
| N                                                        | Egy lap középpontja                                                 |
| P                                                        | Három összefutó élnél található csúcs                               |
| Hexagonális rácsban                                      |                                                                     |
| A                                                        | Egy hatszögű lap középpontja                                        |
| H                                                        | Csúcs                                                               |
| K                                                        | Két négyszögű lap által közbezárt él felezőpontja                   |
| L                                                        | Egy hatszögű és egy négyszögű lap által közbezárt él felezőpontja   |
| M                                                        | Egy négyszögű oldal középpontja                                     |

## Fordítás
Ez a szócikk részben vagy egészben  a   Brillouin zone című angol Wikipédia-szócikk ezen változatának fordításán alapul.  Az eredeti cikk szerkesztőit annak laptörténete sorolja fel. Ez a jelzés csupán a megfogalmazás eredetét és a szerzői jogokat jelzi, nem szolgál a cikkben szereplő információk forrásmegjelöléseként.